# Eugène de Faye
Eugène de Faye (geboren 22. Juli 1860 in Lyon; gestorben 12. Februar 1929 in Paris) war ein französischer evangelisch-reformierter Kirchenhistoriker. Er war Professor an der Faculté de théologie protestante in Paris und Dozent an der École pratique des hautes études.

## Leben und Lehre
Die Eltern Eugène de Fayes waren Clément de Faye und Catherine Leslie geb. Henderson. Seine Jugend verbrachte er erst in Genf, dann in Schottland. In Schottland absolvierte er die Oberschule und erwarb seine sehr guten Griechischkenntnisse.
Er studierte evangelische Theologie an der Faculté de théologie protestante in Paris. Im Jahr 1898 wurde er mit einer Arbeit über Clemens von Alexandria (Les Stromates de Clément d'Alexandrie et les rapports du christianisme et de la philosophie grecque au IIe siècle) promoviert. Seit 1907 unterrichtete er an der Fakultät, seit 1912 hatte er eine Professur.
Er amtierte zunächst als Hilfsgeistlicher in Roubaix, dann als Pastor der Église évangélique libre, seit 1890 an der Chapelle du Nord in Paris. Am Ersten Weltkrieg nahm er als Feldgeistlicher teil.
Als de Faye 68-jährig an grippalen Komplikationen einer Herzerkrankung starb, hinterließ er ein umfangreiches wissenschaftliches Werk. Bekannt ist de Faye insbesondere für seine dreibändige Origenes-Biografie (Origène, sa vie, son oeuvre, sa pensée, 1923–1928), die einen Wendepunkt der Forschung markierte. Der gesamte zweite Band widmete sich nicht Origenes selbst, sondern der Entwicklung der Philosophie in der römischen Kaiserzeit. Vor diesem Hintergrund stellte der dritte Band Origenes als Philosophen und Systematiker vor, dabei beschränkte sich de Faye streng auf die zu seiner Zeit bekannten authentischen griechischen Texte des Origenes. Die Bibelauslegung des Origenes war für de Faye nichts anderes die Verbreitung seiner philosophischen Lehren, die mit Hilfe der Allegorie in die Bibeltexte eingetragen wurden. Jahrhundertelang habe man sich der Selbsttäuschung hingegeben, dass Origenes den Bibeltext interpretieren wolle.

## Veröffentlichungen (Auswahl)
- Clément d’Alexandrie, étude sur les rapports du christianisme et de la philosophie grecque au IIe siècle. 2. Auflage. Leroux, Paris 1906.
- Étude sur les origines des églises de l’age apostolique. Leroux, Paris 1909.
- Gnostiques et gnosticisme : étude critique des documents du gnosticisme chrétien aux IIe et IIIe siècles. 2. Auflage. Paul Geuthner, Paris 1925.
- La christologie des pères apologètes grecs et la philosophie religieuse de Plutarque. Impr. nationale, Paris 1906.
- De l’originalité de la philosophie chrétienne de Clément d’Alexandrie. Impr. nationale, Paris 1919.
- Origène: sa vie, son oeuvre, sa pensée: (Digitalisat)
  - Sa biographie et ses écrits. Leroux, Paris 1923.
  - L’ambiance philosophique. Leroux, Paris 1927.
  - La Doctrine. Leroux, Paris 1928.